# Widum Matrei in Osttirol

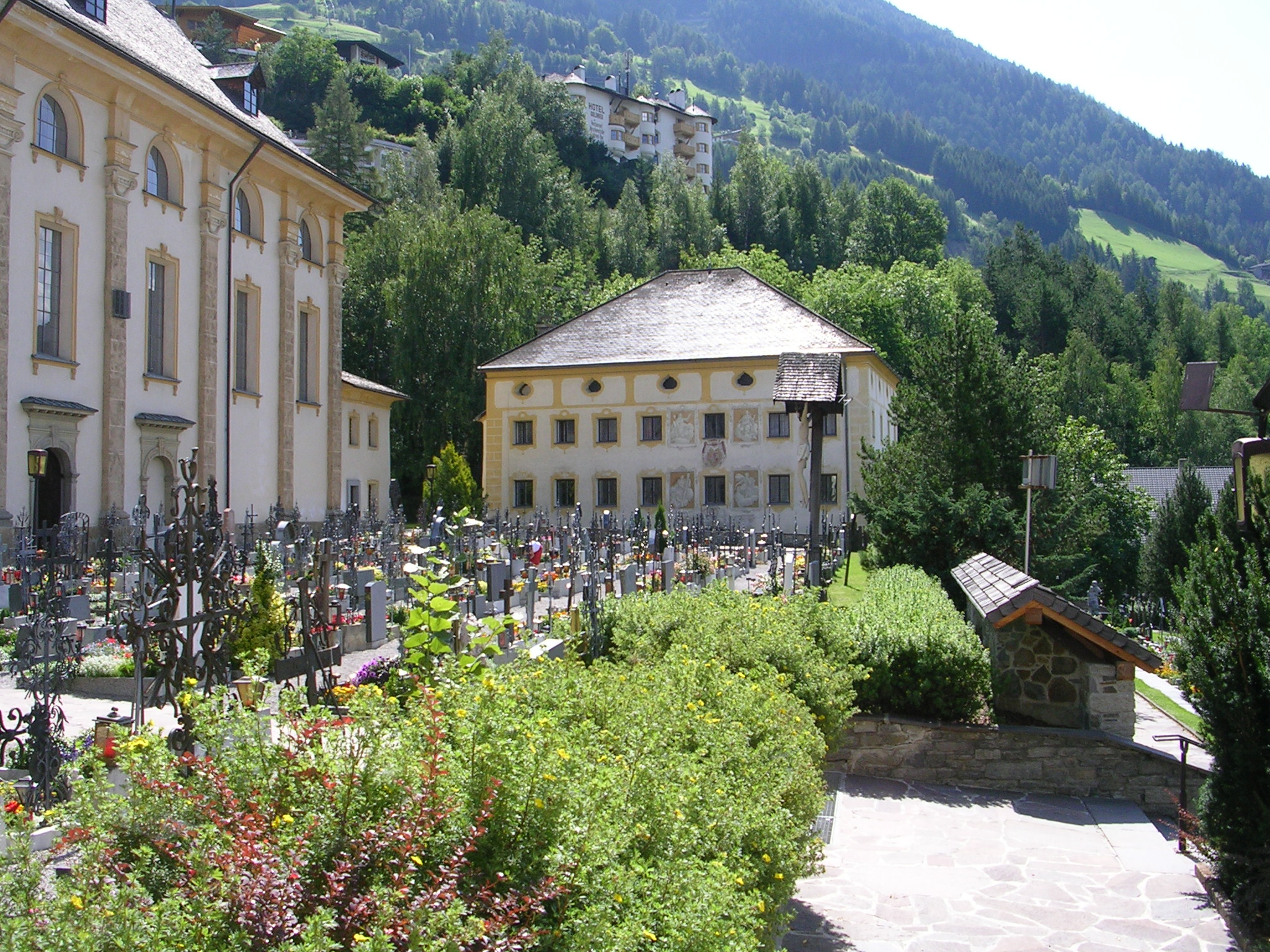
Das Widum mit der Matreier Pfarrkirche (links) und dem Friedhof

Das Widum Matrei in Osttirol ist der Pfarrhof der Pfarre Matrei in Osttirol und der Matreier Pfarrkirche. Das Gebäude geht auf einen Bau aus dem 14. Jahrhundert zurück und stammt aus dem 18. Jahrhundert. Das Matreier Widum ist eines der 43 denkmalgeschützten Objekte der Gemeinde Matrei in Osttirol (Listeneintrag).

## Bauwerk
Das Widum liegt südöstlich der Matreier Pfarrkirche, wobei zwischen dem Widum und der Pfarrkirche der Friedhof von Matrei liegt. Zum Widum gehört auch ein wirtschaftliches Nebengebäude.
Der ursprüngliche Pfarrhof dürfte bereits im 14. Jahrhundert errichtet worden sein, wie ein Stein mit der Jahreszahl 1326 belegt. 1676 ist die Baufälligkeit des Gebäudes urkundlich belegt. Im Zuge des Neubaus der Matreier Pfarrkirche wurde auch das alte Widum abgerissen und zwischen 1735 und 1739 nach Plänen von Tobias Kendler und Mathias Kohen neu gebaut. 1743 wurde der Dachstuhl errichtet. Während große Teile Matreis 1897 bei einer Brandkatastrophe zerstört wurde, blieb das Widum nahezu unbeschädigt. Um 1960 erfolgte der Bau eines Nebengebäudes, zwischen 1966 und 1968 die umfassende Restaurierung und Modernisierung des Pfarrhofs.
Der von einem Walmdach geschützte Pfarrhof ist ein wuchtiger, dreigeschoßiger Kubus mit einem rechteckigen Grundriss. Die Fassaden des Gebäudes sind von Fresken aus dem dritten Viertel des 18. Jahrhunderts sowie gelber, illusionistischer Architekturmalerei geschmückt. Zwischen den Fenstern befinden sich symbolische Darstellungen der vier Kardinaltugenden, über dem Portal die Darstellung der Maria mit Kind und darüber das Wappen des Salzburger Bischofs Sigismund III. Christoph von Schrattenbach.
Der Pfarrhof ist mit mehreren Bildwerken, Gemälden und sakralen Gegenständen ausgestattet. Darunter befinden sich die Figur einer Maria mit Kind aus Lindenholz aus der Zeit um 1340/50, ein Mariahilfbild aus dem Jahr 1644, ein Kelch aus dem Anfang des 15. Jahrhunderts und ein Ablassbrief von Papst Julius III.